# Ibiza-Ralle
Die Ibiza-Ralle (Rallus eivissensis) ist eine ausgestorbene Rallenart, die auf der zu den Pityusen gehörenden Insel Ibiza endemisch war. Das Artepitheton bezieht sich auf Eivissa, die katalanische Bezeichnung für Ibiza.

## Merkmale
Die Ibiza-Ralle wurde 2005 auf der Basis von 161 Knochenfragmenten beschrieben, die zwischen 1988 und 1993 in Spätpleistozän/Holozän-Ablagerungen in der Fossillagerstätte Es Pouàs bei Santa Agnès de Corona im Nordwesten von Ibiza gefunden wurden. Sie war nahe mit der Wasserralle (Rallus aquaticus) verwandt, die Körperform war jedoch etwas gedrungener und plumper. Die relativ kleinen Flügel lassen den Schluss zu, dass diese Ralle kaum flugfähig war. Die Beine waren kurz und robust. Im Verhältnis zur Schädelgröße war der Schnabel etwas kürzer als bei der Wasserralle. 
Im Spätpleistozän und im frühen Holozän waren die Pityusen durch eine vielfältige Avifauna charakterisiert. Fressfeinde gab es nicht, da Säugetiere und Reptilien auf den Inseln fehlten. Deshalb konnte sich auf Ibiza eine Inselform der Wasserralle mit einem stark eingeschränkten Flugapparat entwickeln.

## Aussterben
Die Ibiza-Ralle ist die erste endemische Vogelart der Pityusen, die im Holozän ausgestorben ist. Das Alter der gefundenen Knochen wird auf zwischen 5.300 und 16.700 Jahre vor Chr. datiert. Aufgrund der vermutlich kleinen Population und der eingeschränkten Flugfähigkeit der Ibiza-Ralle wird ein Aussterben während der frühen Besiedelung Ibizas im Zeitraum zwischen 4.350 und 1.880 vor Chr. für wahrscheinlich gehalten.